# Операция «Стойка на голове»
Операция «Стойка на голове» (ивр. מבצע עמידת ראש‎) — военная операция ВВС Израиля, проведённая 6 мая 2025 года на севере Йемена. После удара баллистической ракетой по району аэропорта Бен-Гурион 4 мая, за два дня до начала операции и в продолжение операции «Город муравьёв», проведенной накануне. Операция была направлена на нанесение ущерба террористической инфраструктуре организации хуситов, в основном в городе Сана и регионе Амран, и включала масштабные атаки на международный аэропорт, электростанции и промышленный завод.
Название операции было выбрано под влиянием знаменитой фотографии Давида Бен-Гуриона, на которой он запечатлён выполняющим стойку на голове.

## Предыстория
Хуситы — шиитско-зейдитская исламистская террористическая организация, действующая на северо-западе Йемена в полном сотрудничестве с Ираном и в качестве его доверенного лица в Йемене. Группировка считается террористической организацией в США, Объединенных Арабских Эмиратах и многих других странах. Группировка постоянно призывает к уничтожению Израиля и США. Движение выступает против официального правительства Йемена и с 2014 года контролирует большую территорию вдоль Красного моря.
С началом войны «Железных мечей», которая разразилась в результате нападений ХАМАС на Израиль 7 октября 2023 года, хуситы начали помогать ХАМАС и запускать ракеты и беспилотники в сторону Израиля. Кроме того, хуситы начали нападать на международные суда в Красном море, совершая действия, которые были определены как международные преступления, и даже привели к военному ответу со стороны нескольких стран. Ракетные обстрелы Израиля временно прекратились после подписания соглашения о прекращении огня между ХАМАС и Израилем в январе 2025 года, но в дальнейшем были возобновлены.

### Обстрел аэропорта Бен-Гурион
С марта 2025 года, с возобновлением боевых действий в секторе Газа в ходе войны «Железных мечей» в рамках операции «Мужество и меч», хуситы возобновили атаки на Израиль с применением баллистических ракет. После перехвата 26 ракет, 4 мая 2025 года баллистическая ракета попала в аэропорт Бен-Гурион на открытой местности около Терминала 3, в результате чего пять человек получили лёгкие и средние ранения, а также были отменены многие рейсы. Атака вызвала возмущение общественности, особенно учитывая неспособность системы ПВО отразить угрозу.

### Операция «Город муравьёв»
После ракетного удара по аэропорту Бен-Гурион 5 мая израильские ВВС атаковали порт Ходейда в рамках операции «Город муравьёв» с целью нанести ущерб иранской террористической инфраструктуре в Йемене.

## Цели операции
Операция была направлена на достижение нескольких стратегических целей:
- Закрытие аэропорта в Сане, который, как сообщается, использовался для переброски оружия и иранских боевиков.
- Повреждены электростанции, обеспечивающие электроэнергией террористическую инфраструктуру хуситов.
- Уничтожение бетонного завода «Аль-Имран», который использовался для производства материалов для укреплений и прокладки туннелей.

## Ход операции
Днем 6 мая представитель Армии обороны Израиля на арабском языке подполковник Авихай Эдреи объявил беспрецедентное предупреждение об эвакуации для тех, кто находится в районе международного аэропорта Саны, чтобы минимизировать жертвы среди мирного населения. Вскоре после этого около 20 истребителей ВВС Израиля вошли в воздушное пространство Йемена и совершили более 20 атак. Целями стали взлетно-посадочные полосы, пассажирские самолёты (некоторые из которых принадлежали Yemenia Airlines), здания терминалов, топливные объекты, электростанции и бетонный завод в Амране.

## Результаты операции
Операция достигла своих основных целей:
- Закрытие международного аэропорта Саны для гражданских и военных перевозок.
- Повреждение электроэнергетической инфраструктуры привело к массовым отключениям электроэнергии в Сане и Амране.
- Ущерб нанесен центральному бетонному заводу хуситов.
- По данным йеменских источников, в результате атак погибли по меньшей мере два человека и 42 получили ранения, большинство из них — из рядов ополченцев.
- По меньшей мере три самолёта национальной авиакомпании Йемена были уничтожены[8], а также ещё один самолёт был уничтожен, по-видимому, Ил-76 с регистрационным номером 7O-ADF[9].

## Комментарии
Один из высокопоставленных лидеров хуситов Мухаммад аль-Бухаити в ответ пригрозил обострением ситуации и введением воздушной блокады Израиля.